# Верховная власть
Верхо́вная власть — наиболее полная, суверенная, постоянная и непроизводная политическая власть в стране, обладающая универсальными полномочиями на управление государством и на принятие окончательных решений по всем вопросам общенационального значения, являющаяся источником всех государственных властей.
Верховная власть учреждает основные институты общества, прежде всего его государственную оболочку, а в её рамках определяет собственное устройство. То есть она предстает инстанцией последнего решения, выводимой из самой себя. Основные функции верховной власти — учреждение государства и политическое управление государственно организованным обществом как единым целостным организмом, что, в свою очередь, предполагает принятие важнейших, стратегических решений и роль арбитра между всеми политическими и социальными силами.

## Основные признаки
Верховная власть имеет следующие основные признаки, вытекающие из её принципиального содержания и государственного значения:
- Единство (неделимость). «Государственная власть всегда одна и, по существу своему, не может допустить конкуренции другой такой же власти в отношении тех же лиц, на пространстве той же территории[5].» Принцип разделения властей распространяется на государственные органы, подчинённые верховной власти, которая  делегирует им соответствующие полномочия (законодательные, исполнительные,  судебные и так далее).
- Неограниченность. Юридическое подчинение носителя верховной власти какой-либо внешней силе (другому государству, надгосударственному образованию) означает переход верховной власти к этой силе.
- Полнота. В государстве отсутствует какая-либо власть, неподконтрольная верховной.
- Постоянство и непрерывность. Прекращение существования верховной власти равносильно исчезновению самого государства (утрате им независимости).

Существенными признаками верховной власти является её независимость во внешних сношениях (свобода от постороннего вмешательства) и независимость во внутренних отношениях (подчинение всякой частной воли воле верховной власти).

## Типы
Носитель верховной власти называется сувереном. В зависимости от его природы выделяется три исторических типа верховной власти (впервые выделены Аристотелем):
- Монархическая, Монархия — верховная власть сосредоточена в руках одного лица[7].
- Аристократическая — верховная власть принадлежит знати.
- Демократическая, Демократия, Народовластие — верховная власть принадлежит всему народу[8].

Все существовавшие и существующие формы государств могут быть отнесены к одному из перечисленных типов. В настоящее время в большинстве государств установлена демократическая верховная власть (в том числе и в государствах с конституционной монархией).

## Смена власти
Смена типа верховной власти возможна не эволюционным, а лишь революционным путём — через ликвидацию старого государственного строя и учреждение нового.